# Carl Reuterswärd (fysiker)
Carl Wilhelm Patrik Reuterswärd, född 29 juli 1914 i Shanghai, död 13 oktober 1989 i Uppsala domkyrkoförsamling, var en svensk fysiker. 
Reuterswärd, som var son till diplomaten Patrik Reuterswärd och Karin Herdin, blev filosofie doktor vid Uppsala universitet 1956 på avhandlingen On the Isotopic Constitution of Potassium. Han blev samma år docent i fysik och laborator vid Försvarets forskningsanstalt (FOA), där han befordrades till avdelningsdirektör 1961 och var forskningschef 1967–1974.